# Kućani (Bośnia i Hercegowina)
Kućani – wieś w Bośni i Hercegowinie, w Federacji Bośni i Hercegowiny, w kantonie hercegowińsko-neretwiańskim, w gminie Prozor-Rama. W 2013 roku liczyła 77 mieszkańców, z czego większość stanowili Chorwaci.